# Ophelia (djur)
Ophelia är ett släkte av ringmaskar som beskrevs av de Savigny 1822. Ophelia ingår i familjen Opheliidae.

## Dottertaxa tillOphelia, i alfabetisk ordning[1][2]
- Ophelia africana
- Ophelia agulhana
- Ophelia amoureuxi
- Ophelia anomala
- Ophelia appendiculata
- Ophelia ashworthi
- Ophelia assimilis
- Ophelia barquii
- Ophelia bicornis
- Ophelia bipartita
- Ophelia borealis
- Ophelia bulbibranchiata
- Ophelia capensis
- Ophelia celtica
- Ophelia cluthensis
- Ophelia dannevigi
- Ophelia denticulata
- Ophelia elongata
- Ophelia formosa
- Ophelia glabra
- Ophelia kirkegaardi
- Ophelia koloana
- Ophelia laubieri
- Ophelia limacina
- Ophelia magna
- Ophelia multibranchia
- Ophelia neglecta
- Ophelia peresi
- Ophelia praetiosa
- Ophelia profunda
- Ophelia pulchella
- Ophelia radiata
- Ophelia rathkei
- Ophelia remanei
- Ophelia roscoffensis
- Ophelia rullieri
- Ophelia simplex
- Ophelia translucens
- Ophelia verrilli